# Wilhelm Eduard Weber
Wilhelm Eduard Weber (24 de octubre de 1804-23 de junio de 1891) fue un físico alemán. Las contribuciones de Wilhelm Eduard Weber fueron fundamentales para dar forma a los campos del electromagnetismo, la metrología y la aplicación de los principios científicos a la tecnología. Sus colaboraciones con Gauss influyeron especialmente en la comprensión y aplicación de la electricidad y el magnetismo en el siglo XIX. Junto con Carl Friedrich Gauss fue inventor del primer telégrafo electromagnético.
La unidad del Sistema Internacional para el flujo magnético, el Weber, (símbolo: Wb) fue bautizada en su honor.

## Biografía

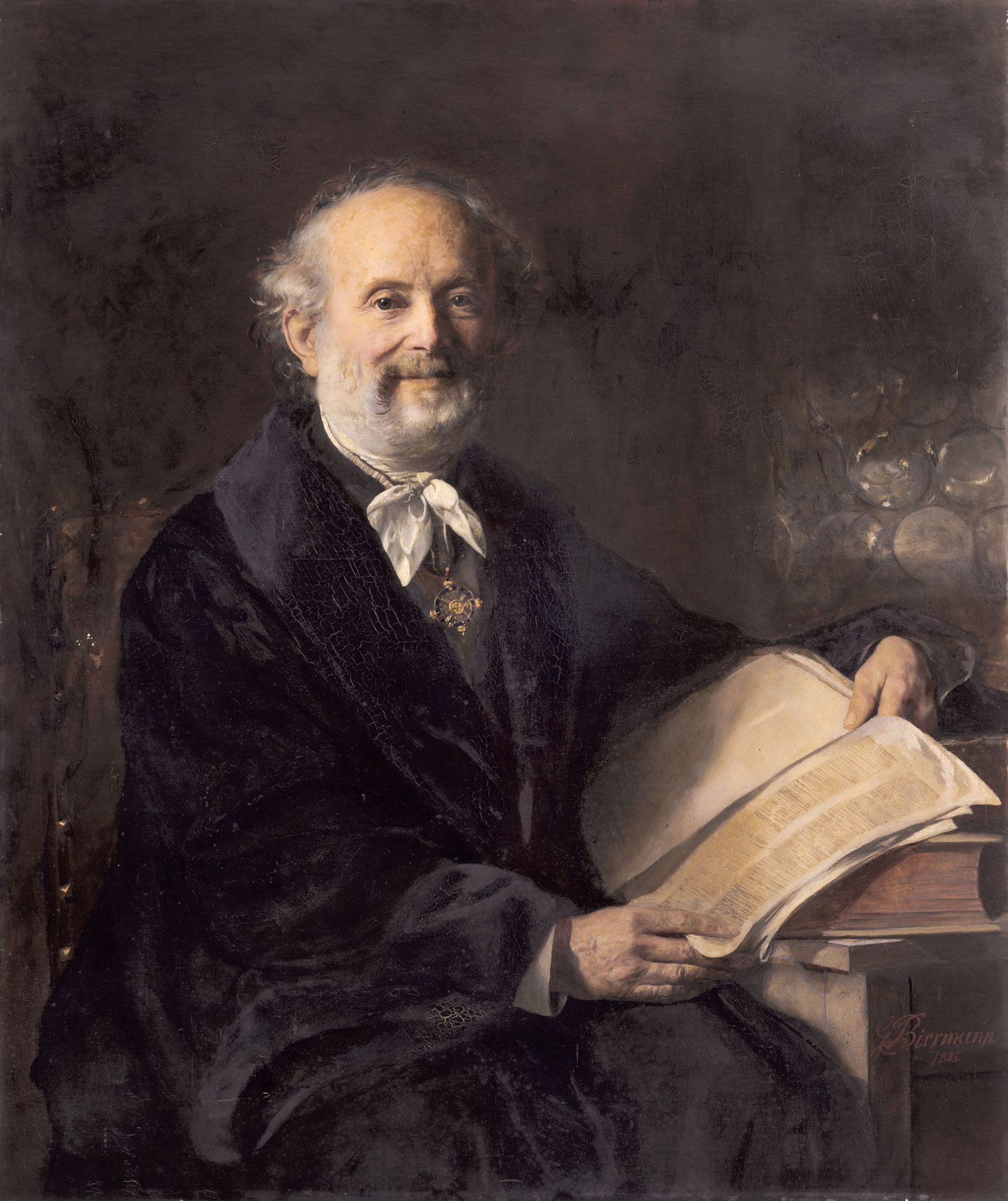
Retrato de Wilhelm Eduard Weber por Gottlieb Biermann, de 1885.

Nació en Sajonia-Anhalt, donde su padre, Michael Wèber, era profesor de teología. Wilhelm era el segundo de tres hermanos, todos ellos con una clara aptitud para el estudio de las ciencias. Tras la disolución de la Universidad de Wittenberg, su padre fue destinado a Halle en 1815. Wilhelm había recibido sus primeras lecciones de la mano de su propio padre, pero fue enviado al Asilo-Orfanato y Escuela de Gramática de Halle. Tras sus estudios allí, entró en la universidad y encaminó sus pasos hacia lo que se llamaba entonces Filosofía Natural. Despuntó entre sus compañeros y por su trabajo fresco y original. Tras doctorarse y convertirse en profesor adjunto, fue nombrado Profesor Extraordinario de Filosofía Natural en Halle.
En 1831, recomendado por su amigo Gauss, fue llamado a Gotinga (donde Gauss ya era director del observatorio astronómico) como profesor de Física, a pesar de sus 27 años de edad. Sus lecturas eran interesantes, instructivas y sugerentes. Weber, no obstante sabía que aquellas lecturas, aunque profusamente ilustradas con gráficos y dibujos eran meros textos, por lo que animaba a sus estudiantes a experimentar la física y aplicarla para explicar con ella los fenómenos cotidianos fuera del laboratorio, con el afán de afianzar en ellos un conocimiento verdadero y completo de la Física como algo que nos rodea más allá de las aulas. Así, Weber permitía a sus alumnos experimentar sin cargo alguno (en aquella época el uso del laboratorio se pagaba aparte), en el laboratorio de la Facultad de Física. Cuando contaba 20 años, siendo aún estudiante, Wilhelm había escrito junto con su hermano Ernst Heinrich Weber, ya profesor de Anatomía en Leipzig, un libro titulado Teoría ondulatoria y Fluidez, que dio a ambos autores una considerable reputación. No obstante la Acústica era la rama de la Física preferida por Wilhelm, que escribió numerosos artículos sobre ello en el Poggendorffs Annalen, el Jahrbücher für Chemie und Physik, de Schweigger, y el periódico musical de la época Carcilia. El Mechanik der menschlichen Gerverzeuge (El mecanismo del caminar humano), publicado en 1836, fue otro importante estudio realizado junto con sus otros dos hermanos (Ernst Heinrich y Eduard Friedrich) en el que se analizaban las claves de la postura erguida del ser humano y de su movimiento, así como de las tensiones y esfuerzos soportados por tendones y músculos.
Junto con su amigo Gauss inventó en 1833 un nuevo tipo de telégrafo conocido como Gauss-Weber. El receptor utilizaba los movimientos de una barra que se desplazaba por la acción del campo magnético de un bobinado. Esta barra estaba unida a un espejo que se desplazaba a izquierda y derecha conforme lo hacía la barra. Por medio de un anteojo el observador distinguía los movimientos del espejo reflejados en una escala. Este telégrafo unía el laboratorio de Weber en la universidad y el observatorio astronómico en el que trabajaba Gauss, una distancia aproximada de 3 km.

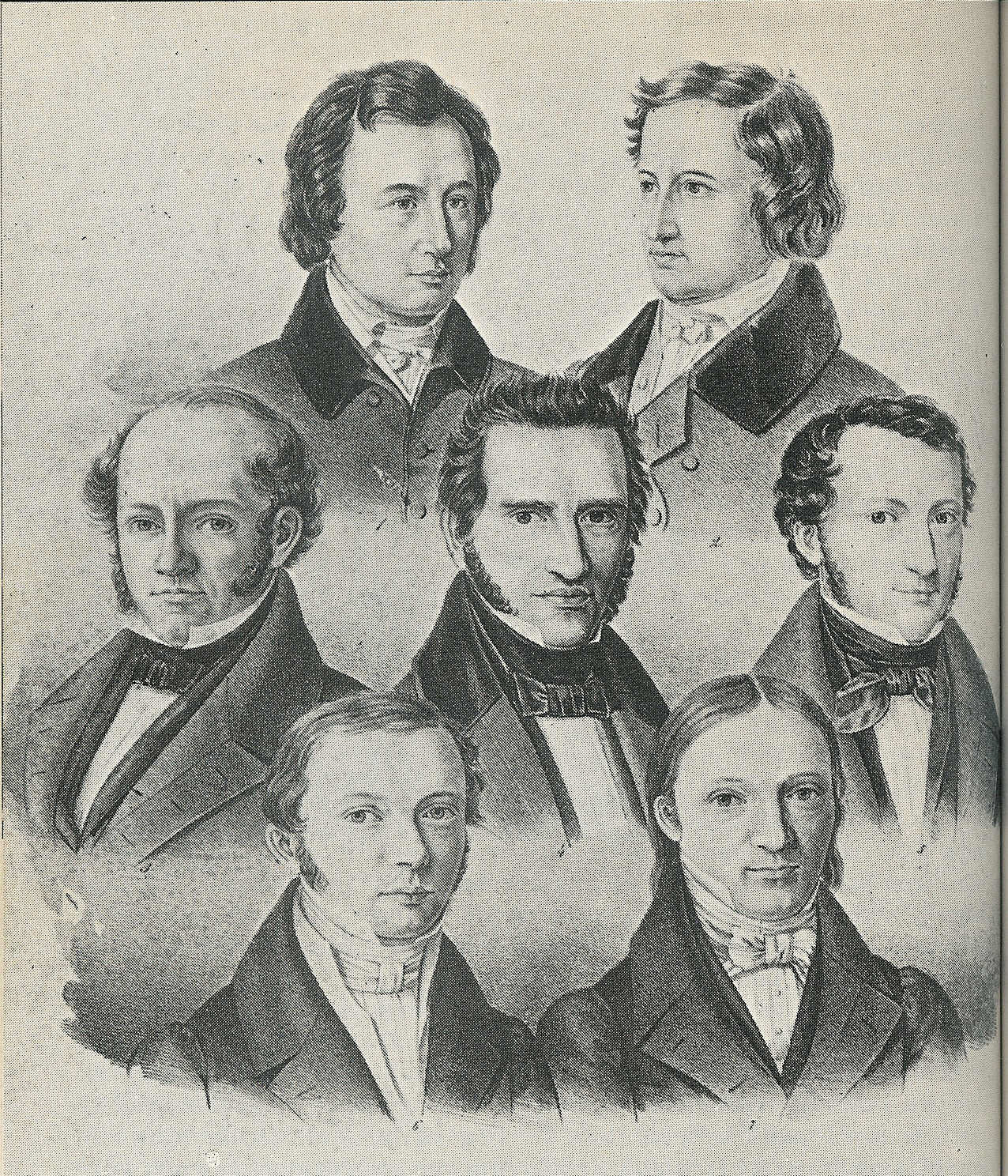
Los siete de Gotinga.

Weber formó parte del grupo llamado los siete de Gotinga, un grupo de profesores de la Universidad de Gotinga que llevaron a cabo una protesta en 1837 contra las intenciones del rey Ernesto Augusto de abolir o reformar la constitución del Reino de Hanóver, negándose también a prestar el juramento de fidelidad al nuevo monarca. Los otros seis miembros fueron Friedrich Christoph Dahlmann, los germanistas Wilhem y Jacob Grimm, el jurista Wilhelm Eduard Albrecht, el historiador Georg Gottfried Gervinus,  y el teólogo y orientalista Heinrich Georg August Ewald.
Apartado de sus funciones por el Gobierno de Hannover a causa de sus opiniones políticas de corte liberal, Wilhelm se dedicó a viajar, visitando Inglaterra, además de otros países, y se convirtió en profesor de Física en Leipzig de 1843 a 1849, cuando se reinstaló de nuevo en Gotinga, donde algún tiempo después fue nombrado director del observatorio astronómico. Uno de sus más importantes trabajos fue el Atlas des Erdmagnetismus (Atlas de Geomagnetismo), confeccionado en colaboración con Gauss, y compuesto por una serie de mapas magnéticos de la Tierra que suscitaron el interés de las principales potencias del momento para crear «observatorios magnéticos». En 1864 y también en colaboración con Gauss publicó Medidas proporcionales electromagnéticas, conteniendo un sistema de medidas absolutas para corrientes eléctricas, que sentó las bases de las medidas que usamos hoy en día. Dedicó los últimos años de su vida al estudio de la electrodinámica, sentando las bases para el posterior desarrollo de la teoría electromagnética de la luz.
Fue elegido miembro extranjero de la Real Academia Sueca de Ciencias en 1855.
En 1856 con Rudolf Kohlrausch (1809–1858) demostró que la proporción de unidades de electrostática a electromagnética producía un número que coincidía con el valor de la entonces conocida velocidad de la luz. Este hallazgo condujo a las la conjetura de Maxwell de que la luz es una onda electromagnética. Esto también condujo al desarrollo de Weber de su teoría de la electrodinámica. Además, el primer uso de la letra "c" para denotar la velocidad de la luz fue en un artículo de 1856 de Kohlrausch y Weber.
Weber murió en Gotinga a la edad de 86 años.

## Labor científica

### Trabajos en acústica en Halle
En 1827, Wilhelm Weber ingresó en la Universidad de Halle como Privatdozent. Luego comenzó a escribir su tesis de habilitación sobre los tubos de órgano como osciladores acoplados con acoplamiento acústico de la lengüeta y la cavidad de aire, presentándola el mismo año.
En 1828 fue nombrado profesor extraordinario de filosofía natural en Halle. Más tarde, en septiembre, acompañó a su hermano Ernst a Berlín, donde los hermanos asistieron a la séptima reunión de la Gesellschaft Deutscher Naturforscher und Arzte, la Sociedad de Científicos Naturales y Médicos Alemanes.
Allí, Wilhelm Weber presentó un trabajo sobre los tubos de órgano, que impresionó a académicos como Alexander von Humboldt, el organizador de la reunión, y Carl Friedrich Gauss, profesor de la Universidad de Göttingen, que en ese momento estaba interesado en el geomagnetismo.
Gauss reconoció rápidamente el potencial de Weber y se dio cuenta de que el joven sería un excelente colega. Lamentablemente, en ese momento no había ningún puesto disponible para Weber en Göttingen, por lo que permaneció en Halle y publicó una serie de artículos sobre los tubos del órgano de lengüeta.

### El esquema de Weber
El esquema de Weber es el conjunto de leyes simples que relacionan la frecuencia del sonido producido por un tubo de lengüeta y la longitud del tubo resonante. Estas leyes sólo describen un fenómeno promedio, que nunca se sigue exactamente, pero que sirve para estimar un orden de magnitud. El esquema de Weber se basa en la frecuencia de batido de la lengüeta sin resonador y en los parciales del tubo. El esquema de Weber resalta un fenómeno importante en acústica: por debajo de una cierta longitud de tubo, la frecuencia del sonido no puede sobrepasar un cierto límite, el de la etapa de lengüeta únicamente.

### La unificación de las unidades electromagnéticas

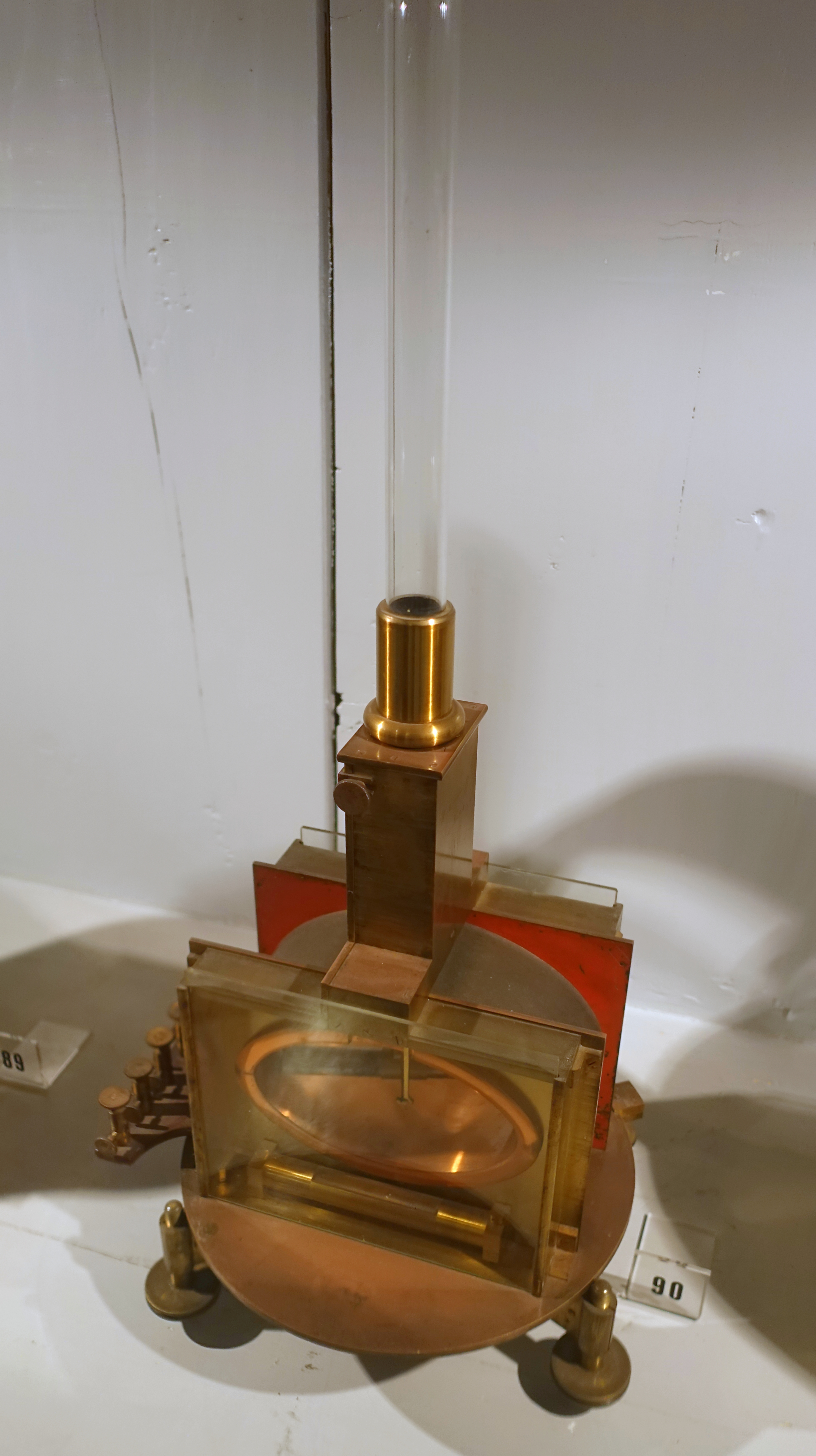
El magnetómetro o galvanómetro de Weber.

Wilhelm Weber, al repetir sistemáticamente todos los experimentos cuantitativos de Hans Christian Ørsted y Michael Faraday, y conectarlos con las medidas magnéticas realizadas por Gauss, es pionero del sistema internacional de unidades eléctricas. Para ello desarrolló nuevos instrumentos de medida, como el electrodinamómetro y el magnetómetro inductor terrestre, que le permitieron realizar mediciones con una precisión hasta entonces sin igual. Del mismo modo que Newton había relacionado la aceleración, la fuerza, la masa y la atracción gravitatoria, conectó de este modo todas las magnitudes electromagnéticas conocidas en aquella época: intensidad de la corriente eléctrica, fuerza electromotriz inducida, capacidad de los condensadores. En el curso de este trabajo de unificación, Weber hizo su propio descubrimiento, a saber, que las dos leyes de atracción de Coulomb: la fuerza electrostática y la interacción dipolar magnética, que Oersted había vinculado, están, independientemente del medio material a través del cual actúan, en una relación de velocidad, y que esta velocidad es la de la luz. Fue la primera vez que esta cantidad, que entonces se consideraba característica del éter luminífero, aparecía en las leyes del electromagnetismo. Este descubrimiento fue considerado en su momento como una confirmación de la hipótesis de Faraday, según la cual las fuerzas electromagnéticas actúan, como la luz, por propagación de perturbaciones del mismo éter. James Clerk Maxwell pudo así fundamentar su electrodinámica como una mecánica de fluidos aplicada a este hipotético éter, y el físico austríaco Friedrich Hasenöhr dedujo de ello que las líneas de campo describen la distribución de energía a través del éter.
Weber también fue el primero en sugerir la propagación de la electricidad por flujos de partículas elementales, basándose en la segunda ley de la electrólisis de Faraday y en las ideas de Humphry Davy y Jöns Jacob Berzelius sobre la actividad química de las soluciones. Además de una carga eléctrica, asigna una masa precisa (o inercia) a estas partículas de electricidad, y de esta manera explica la conducción eléctrica en los metales, estudio que sería retomado 30 años más tarde con ocasión de los fenómenos descubiertos con los rayos catódicos. Weber también lo utiliza para interpretar los efectos del diamagnetismo.

## Escritos
- Gauss, Carl Friedrich; Weber, Wilhelm Eduard (1840). Atlas Des Erdmagnetismus: Nach Den Elementen Der Theorie Entworfen. Leipzig: Weidmann'sche Buchhandlung.
- G.C.F. (1844). «Wilhelm Eduard Weber». Nature (Macmillan Journals ltd.) 44 (1132): 229-230. Bibcode:1891Natur..44..229G. doi:10.1038/044229b0. Consultado el 16 de noviembre de 2007. – obituary
- Urbanitsky, Alfred; Wormell, Richard (1886). Electricity in the Service of Man. London: Cassell and Company. pp. 756 - 758. – Telegraph of Weber and Gauss (with pictures)
- «Weber, Wilhelm Eduard». Virtual Laboratory. Max Planck Institute for the History of Science, Berlin. Consultado el 5 de septiembre de 2007.
- Jackson, Myles W. Harmonious Triads: Physicists, Musicians, and Instrument Makers in Nineteenth-Century German (MIT Press, 2006; paperback 2008).
- Wilhelm Weber's Main Works on Electrodynamics Translated into English. Volume 1: Gauss and Weber's Absolute System of units
- Wilhelm Weber's Main Works on Electrodynamics Translated into English. Volume 2: Weber's Fundamental Force and the Unification of the Laws of Coulomb, Ampère and Faraday
- Wilhelm Weber's Main Works on Electrodynamics Translated into English. Volume 3: Measurement of Weber's Constant c, Diamagnetism, the Telegraph Equation and the Propagation of Electric Waves at Light Velocity
- Wilhelm Weber's Main Works on Electrodynamics Translated into English. Volume 4: Conservation of Energy, Weber's Planetary Model of the Atom and the Unification of Electromagnetism and Gravitation

## Eponimia
- El cráter lunar Weber lleva este nombre en su memoria.[11]
- La unidad del flujo magnético del Sistema Internacional de Unidades, el weber (símbolo: Wb), lleva su nombre.